# Atlas Air Service
Atlas Air Service AG ist eine deutsche Fluggesellschaft mit Sitz in Ganderkesee und Basis auf dem Flughafen Bremen sowie dem Flughafen Stuttgart.

## Unternehmen

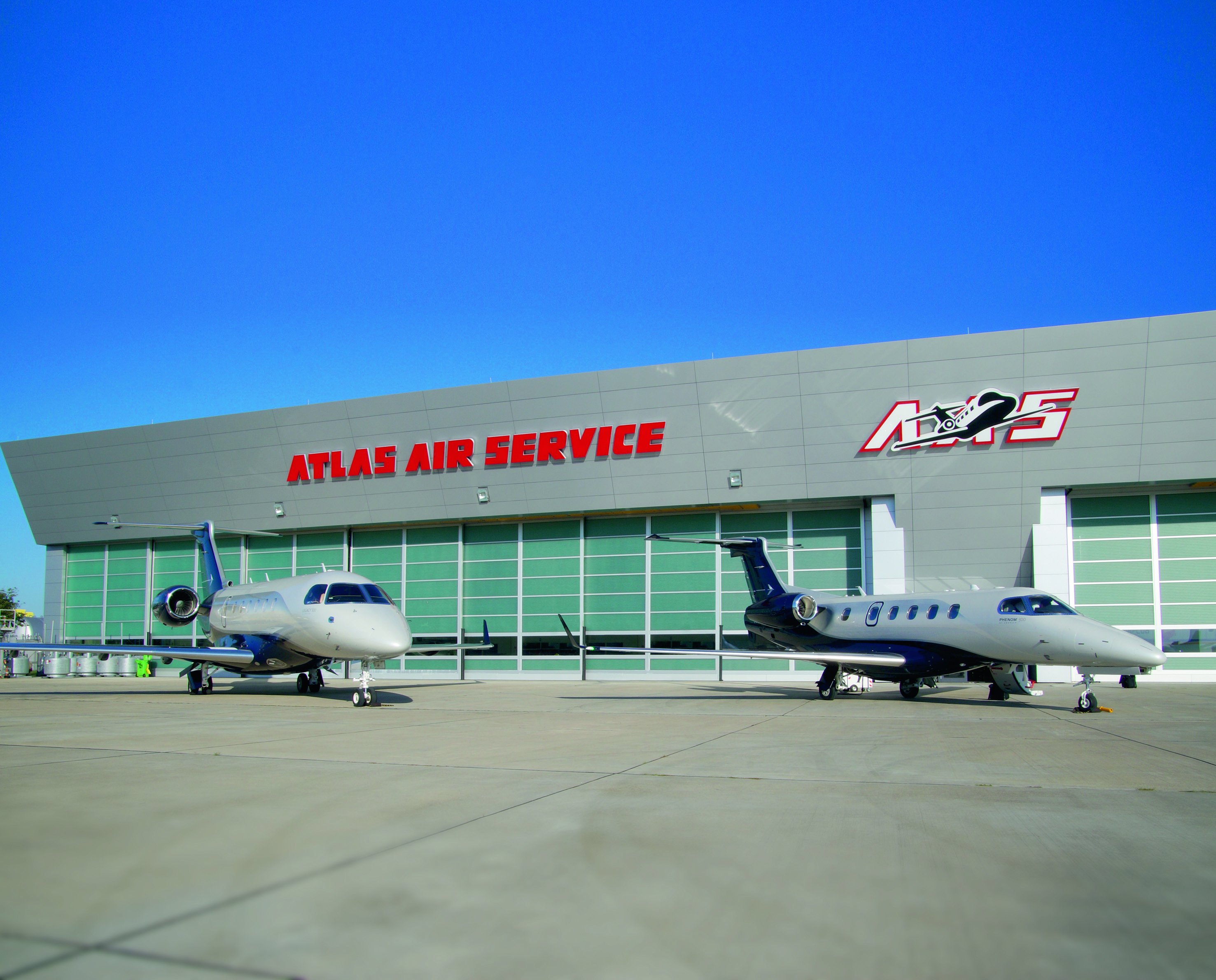
Bremer Standort der Atlas Air Service

Atlas Air Service AG ist im Geschäftsflugverkehr aktiv und betreibt im Kundenauftrag Geschäftsreiseflugzeuge.
Atlas Air Service AG ist außerdem offizielles Service-Center für Embraer Executive Jets, Cessna Citation Jets sowie Beechcraft Flugzeuge. Der Werftbetrieb führt Wartung, Ersatzteileverkauf, Lufttüchtigkeitsüberwachung, zerstörungsfreie Werkstoffprüfung und Strukturreparaturen an Flugzeugen an den Standorten Bremen, Ganderkesee und Augsburg durch.

## Geschichte
Im April 1970 wurde die Atlas Air Service GmbH in Ganderkesee gegründet. Im September 2008 erfolgte die Umfirmierung zu Atlas Air Service AG als 100%ige Rechtsnachfolgerin der GmbH.
Seit Mai 2014 gehört die Beechcraft Vertrieb und Service GmbH als eigenständige Tochtergesellschaft zur Atlas Air Service AG. Seit 1. April 2015 firmiert die Beechcraft Vertrieb und Service GmbH unter dem Namen Augsburg Air Service GmbH.
Die Atlas Air Service AG hat im August 2019 den Geschäftsbetrieb und die Mitarbeiter der ehemaligen Chartergesellschaft Stuttgarter Flugdienst GmbH (SFD) übernommen.
Seit Januar 2022 gehört die AAL AG (ehemals Altenrhein Aviation) in der Schweiz als eigenständige Tochtergesellschaft zur Atlas Air Service AG.

## Flotte

### Aktuelle Flotte

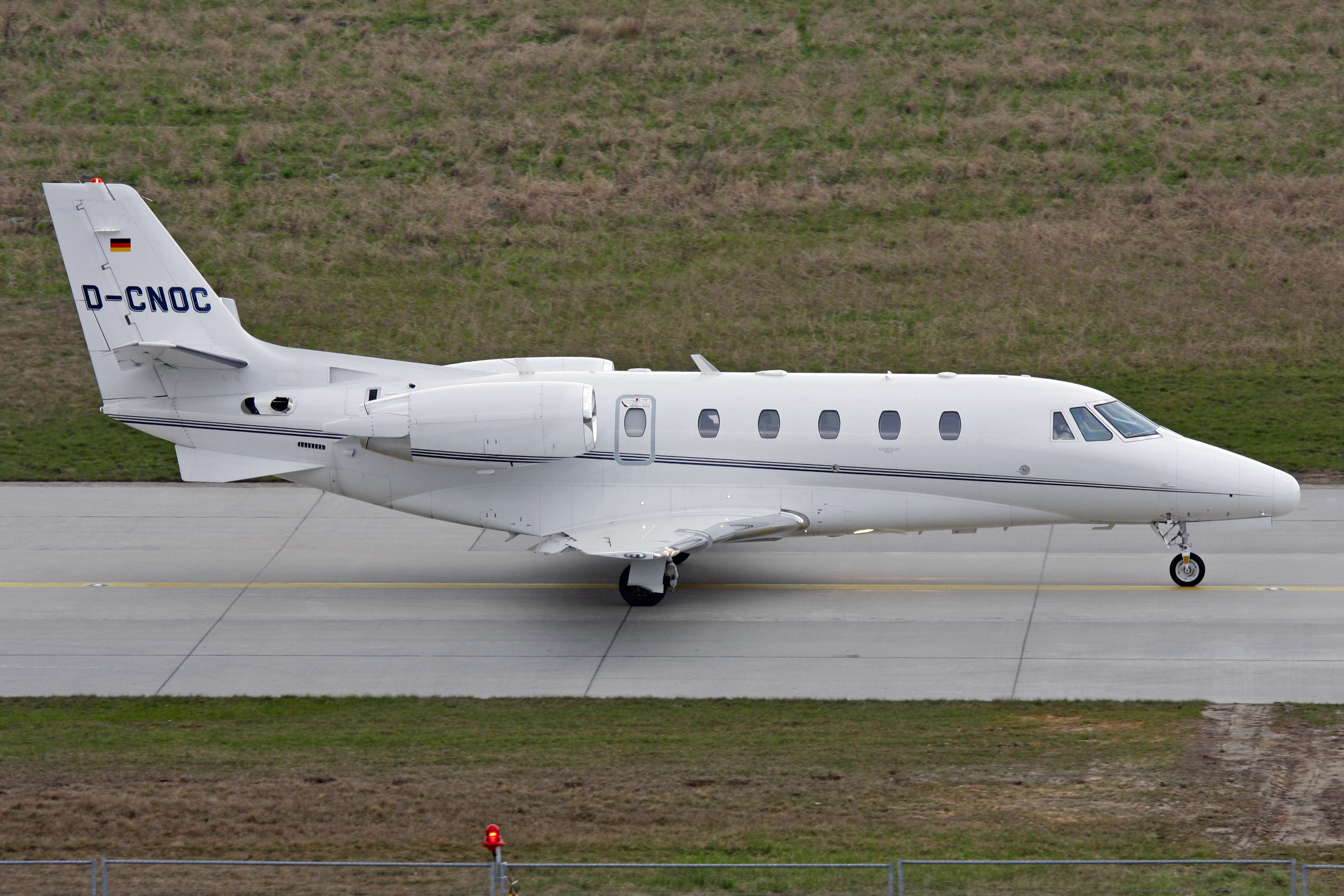
Cessna Citation XLS der Atlas Air Service

Mit Stand April 2023 besteht die Flotte der Atlas Air Service aus folgenden Geschäftsreiseflugzeugen:
| Flugzeugtyp             | Anzahl | bestellt | Anmerkungen | Sitzplätze |
| ----------------------- | ------ | -------- | ----------- | ---------- |
| Cessna CitationJet CJ1+ | 04     |          |             | 4          |
| Cessna CitationJet CJ3  | 01     |          |             | 7          |
| Gesamt                  | 5      | –        |             |            |

### Ehemalige Flugzeugtypen
- Beechcraft King Air 350
- Cessna CitationJet CJ2